# Academia Skylanders
Academia Skylanders (título original en inglés: Skylanders Academy) es una serie animada web de televisión estadounidense, producida por las empresas TeamTO y la filial de Activision Blizzard, Activision Blizzard Studios, basada en la serie de videojuegos Skylanders. La primera temporada se estrenó en Netflix el 28 de octubre de 2016, mientras que la segunda temporada fue estrenada el 6 de octubre de 2017 y la tercera y última salió a la luz el 28 de septiembre de 2018.

## Argumento
En el mundo de Skylands, Spyro el dragón y sus amigos Stealth Elf, Pop Fizz, Jet-Vac y Eruptor son los nuevos ingresados en la Academia Skylanders. Bajo las enseñanzas del Maestro Eon, los cinco aprenderán lo que significa ser un Skylander mientras luchan contra el malvado Kaos y otros villanos de Skylands.

## Reparto

### Principal
Los principales actores de voz en la serie son:
- Justin Long como Spyro el Dragón, personaje del equipo de los videojuegos de Skylanders (2011-2016) y de su propia franquicia titulada Spyro (1998-presente).[4]
  - Jason Ritter como Dark Spyro, la contraparte de Spyro que se caracteriza por ser un dragón oscuro y mono.
- Ashley Tisdale como Stealth Elf, la amiga elfa de Spyro, Eon y el Equipo Skylanders.[4]
- Jonathan Banks como Eruptor.[4]
- Chris Diamantopoulos como El Maestro Eon, un mago profesional de las Skylands que crio (Solo en la serie) y entrenó al Equipo Skylanders.
- Jonny Rees como Jet-Vac.
- Bobcat Goldthwait como Pop Fizz.
- Richard Steven Horvitz como Kaos, el malvado y horrible brujo de las Skylands que quiere apoderarse del cielo y las gemas. Es el peor enemigo del mago Maestro Eon. Su único familiar conocido es su madre, la bruja Kaossandra.
- Norm Macdonald como Glumshanks.[4]
- Harland Williams como Hugo.
- Felicia Day como Cynder, la amiga de Spyro.[4] (temporada 2 y 3)

### Recurrentes
- John DiMaggio como Chef Pepper Jack.
- James Hetfield como Wolfgang.
- Fred Tatasciore como Snap Shot y Strykore.
- Chris Diamantopoulos como Chompy Mage.
- John Mathot como Kindly Mabu el Prisionero.
- Catherine O'Hara como Kaossandra/ Madre de Kaos.
- Parker Posey como El AtrapaSueños.
- Susan Sarandon como Golden Queen.
- Jim Cummings como Malefor.
- Jill Talley como Roller Brawl.
- Courtenay Taylor como Hex.
- Josh Robert Thompson como Skull.
- Daniel Wu como King Pen.
- Billy West como Food Fight / Kaboom.
- Cedric Yarbrough como Chico Broccoli.
- Grey Griffin como Sprocket.[5]

### Apariciones Especiales
- Eric Rogers como Crash Bandicoot, personaje de la popular franquicia de videojuegos llamada también Crash Bandicoot (temporadas 1 y 3).
- Tara Strong como Coco, la hermana de Crash Bandicoot (temporada 3).
- DanTDM como Cy (Imaginador Acuático): Uno de los Imaginadores que apareció en el videojuego Skylanders Imaginators.
- John DiMaggio como Bad Breath.
- Billy West como Bully.

## Producción
En una presentación del día del inversor, el 6 de noviembre de 2015, Activision Blizzard anunció la formación de Activision Blizzard Studios, una filial dedicada a la producción cinematográfica y a la creación de películas originales y series de televisión. Encabezado por el exejecutivo de The Walt Disney Company Nick van Dyk, Activision Blizzard Studios buscaría producir y adaptar Skylanders en una serie de películas y televisión; que finalmente se llamaría Academia Skylanders, la cual comenzó a transmitirse el 28 de octubre de 2016 en Netflix.
La serie es un spin-off, el cual está separado de la historia de los juegos, y sin relaciones directas a las secuelas. Además de poseer, un elenco de voz diferente al de los videojuegos, para darle al espectáculo su propia identidad separada. Sin embargo, Richard Horvitz , Jonny Rees , Bobcat Goldthwait , Billy West , Fred Tatasciore , y Courtenay Taylor si retomaron sus papeles como actores de voz de los juegos para repetir sus papeles como Kaos, Jet-Vac, Pop Fizz, Fight Food, Snap Shot, y hexagonal respectivamente.
El tráiler de la segunda temporada fue lanzado el 19 de septiembre de 2017. Tras las bajas reproducciones de las últimas dos temporadas, Activision anunció que no habrá más temporadas de Academia Skylanders y que todo terminará con la tercera, estrenada en septiembre de 2018.